# Crocosmia aurea
Crocosmia aurea là một loài thực vật có hoa trong họ Diên vĩ. Loài này được (Pappe ex Hook.) Planch. miêu tả khoa học đầu tiên năm 1851.